# リップヴァンウィンクルの花嫁
『リップヴァンウィンクルの花嫁』（リップヴァンウィンクルのはなよめ）は、岩井俊二による日本の小説。文藝春秋より出版された。日本映画専門チャンネルの番組「マイリトル映画祭」での共演をきっかけに、黒木華主演映画が企画され、彼女を念頭に執筆された。東日本大震災を契機に岩井が書いた幾つかの草稿のひとつが基となっている。映画は岩井自らが監督し、2016年3月26日に公開された（詳細節参照）。

## あらすじ
派遣教師の皆川七海は「教師」という仕事が好きではありながらも、情熱を持てずに働いていた。ある日、彼女はSNSで出会った鶴岡鉄也と結婚することになる。それはインターネットでモノを買うようにあまりにもあっさりとしたことだった。
結婚式をすることになった七海と鉄也。しかし友人が多い鉄也に比べ、七海は出席してくれる親戚も友人も少なかった。鉄也に「見栄えがしないからどうにかして欲しい」と頼まれた七海は、困った挙げ句に「なんでも屋」の安室行舛(あむろ ゆきます)に偽の親族や友人の代行を依頼した。
無事に結婚式は終わったが、鉄也の素行を疑い、安室に浮気調査を依頼する七海。だが七海は鉄也の母であるカヤ子から逆に浮気の罪を着せられ、離婚して新居からも追い出されてしまった。
カヤ子から依頼を受けて七海を離婚に追い込んだのは安室だった。しかし、それは七海に隠れて母親と頻繁にデートするマザコンの鉄也から七海を救う行動だった。家と夫を失い、窮地に立たされた七海に「なんでも屋」の安室はバイトを提案する。最初は偽家族としての結婚式への出席であった。そこで里中真白という女性と姉妹役を演じる七海。バイトは初めてと言う真白は、七海を気に入った様子で、偽家族を組んだ牛腸(ごちょう)らとも意気投合して二次会を開き、七海を更に飲みに誘った。
次に依頼されたバイトはオーナーが不在の間、住み込みで豪邸を管理する「メイド」であった。月酬100万円という高額に困惑しながらも七海はこの仕事を受けることにする。屋敷に向かうと、そこには結婚式で姉妹を演じた真白が先輩メイドとして住み込んでいた。真白は七海と異なり自由で破天荒な性格であったが、そんな彼女に七海は好感を持ち、ふたりの奇妙な生活が始まった。
豪邸のオーナーは海外在住ということで姿を現さず、一室には毒のある生物たちが飼育されていた。リップ・ヴァン・ウィンクルというネット名を使う真白は、メイドと称しながら女優の仕事で毎日のように外出し、深夜に泥酔して帰宅した。ある日、高熱で寝込んだ真白を迎えに来たマネージャーによって、七海は真白がAV女優であり、この豪邸の借り主で、高額の家賃で破産しかけていることを知った。
２人で堅実に生活しようと、真白を連れて裏通りの安アパートを探しに行く七海。しかし、真白が選んだのは高級物件だった。帰り道でウエディングドレスの専門店を見つけ、ドレス姿のまま車で豪邸に帰ると、酒宴を開いてはしゃぐ真白と七海。酔った七海は、結婚しようという真白の提案も、一緒に死のうという言葉も受け入れた。
翌朝、真白からの依頼で豪邸を訪れる安室と葬儀社の男。ウエディングドレスのままベッドに横たわる真白と七海を前に、安室は真白が末期ガンだったと語った。１人で死ぬのが怖い真白は、一千万円の報酬で安室に一緒に死ぬ“友達”を探させたのだ。しかし、毒貝を握りしめて死んでいたのは真白だけだった。
真白の葬儀に献花だけでもと訪れるバイト家族の牛腸(ごちょう)たち。父親だと勘違いされた牛腸は喪主挨拶に立たされ、「一日限りの父でしたが」と心からの涙に暮れた。真白の実の母親を探し出し、遺骨を届ける安室と七海。「捨てた娘」「裸で金を稼ぐポルノ女優」と冷たい態度の母親。だが、酒が進むにつれ感情が溢れた母親は、人前で裸なんてと言いながら全裸になり、安室まで裸で真白を弔った。その脇で酒を飲み、泣き笑い顔の七海。
普通のアパートに転居し、派遣教師の仕事も見つける七海。粗大ゴミになる家具を運んで来て引っ越し祝いとする安室。安室を見送る七海の声は、以前の彼女より明るく張りを持っていた。

## 登場人物
皆川 七海（みながわ ななみ）

安室 行舛（あむろ ゆきます）

里中 真白（さとなか ましろ）

鶴岡 カヤ子（つるおか かやこ）

鶴岡 鉄也（つるおか てつや）

高嶋 優人（たかしま ゆうと）

皆川 博徳（みながわ ひろのり）

皆川 晴海（みながわ はるみ）

滑（なめり）

恒吉 冴子（つねよし さえこ）

里中 珠代（さとなか たまよ）

## 書誌情報
- 文藝春秋 単行本、2015年12月5日発行。ISBN 978-4-16-390377-4
- 文春文庫 2018年10月6日 ISBN 978-4167911577

## 映画
映画作品が2016年3月26日公開。脚本・監督は岩井俊二。黒木華の単独初主演作品。配給は東映。

### キャスト
- 皆川 七海 - 黒木華
- 安室 行舛 - 綾野剛
- 里中 真白 - Cocco
- 鶴岡 カヤ子 - 原日出子
- 鶴岡 鉄也 - 地曵豪
- 高嶋 優人 - 和田聰宏
- 滑 - 佐生有語
- 皆川 博徳 - 金田明夫
- 皆川 晴海 - 毬谷友子
- 恒吉 冴子 - 夏目ナナ
- 里中 珠代 - りりィ
- 似鳥 真美 - 玄理
- 軽部真一、桜井美南、郭智博、堀潤、中村ゆり、紀里谷和明、野田洋次郎、野間口徹、野口雅弘、山口詩史、黒木辰哉、芹澤興人、森下くるみ、中島ひろ子、堀内正美、岡村洋一、浅見姫香、大友花恋、真白希実、希崎ジェシカ、小林亮太、細井学、谷井優貴、希美まゆ、希島あいり、倖田李梨、桜井ちんたろう、若林美保、林雄大、黒澤宏貴　ほか

### スタッフ
- 原作・脚本・監督・編集・ミキサー - 岩井俊二
- エグゼクティブプロデューサー - 杉田成道
- プロデューサー - 宮川朋之、水野昌、紀伊宗之
- 撮影 - 神戸千木
- 美術 - 部谷京子
- 録音 - 宮武亜伊
- 音楽監督 - 桑原まこ
- スタイリスト - 申谷弘美
- メイク - 外丸愛
- 音響効果 - 三橋里美
- ビジュアルエフェクト - 小谷野五王
- ポスプロ - 東映デジタルセンター、レスパスビジョン
- 配給 - 東映
- 制作プロダクション - ロックウェルアイズ
- 製作 - RVWフィルムパートナーズ（ロックウェルアイズ、日本映画専門チャンネル、東映、ポニーキャニオン、ひかりTV、木下グループ、BSフジ、パパドゥ音楽出版）

## 関連作品
テレビドラマ
- 『リップヴァンウィンクルの花嫁 serial edition <全6話>』（リップヴァンウィンクルのはなよめ シリアルエディション ぜん6わ）が、2016年4月1日よりBSスカパー!で放送。映画版とキャストは同じだが、ストーリーは異なる全6話で構成された。
- 『リップヴァンウィンクルの花嫁 complete edition 』（リップヴァンウィンクルのはなよめ コンプリートエディション）が、2018年4月30日より日本映画専門チャンネルで放送。映画版とキャストは同じで260分の完全版。

写真集
- 黒木華写真集 映画「リップヴァンウィンクルの花嫁」より（2016年6月10日、リトル・モア）

映像作品
- DVD/Blu-ray版 - 2016年9月2日発売。映画のメイキング映像とテレビドラマ版全6話を含めた4枚組のプレミアムボックス（Blu-ray版のみ）も同時発売。

## 受賞歴
映画
- 第40回日本アカデミー賞（2017年）
  - 優秀主演女優賞  (黒木華)

- 第41回報知映画賞（2016年）
  - 助演男優賞（綾野剛、『怒り』『64-ロクヨン- 前編/後編』と合わせて受賞）

- 第31回高崎映画祭（2017年）
  - 最優秀助演女優賞（りりィ）

- 第90回キネマ旬報ベスト・テン（2017年）
  - 日本映画ベスト・テン 第6位